# Плавунцы (род)
Плавунцы (лат. Dytiscus, научное название произошло от др.-греч. δυτικός — «ныряющий, способный нырять») — род жуков-плавунцов из подсемейства Dytiscinae.

## Строение
Взрослые жуки средних размеров — длиной 20—45 мм, личинки же больше взрослых жуков — длиной до 70 мм.У самцов многих видов три проксимальные членика лапки передних ног расширены и покрыты присосками.

## Распространение
Плавунцы распространены на территории Евразии и Северной Америки, включая её арктическую часть.

## Размножение
Самец удерживает самку при спаривании с помощью присосок за переднеспинку и надкрылья. При этом во время спаривания самка не может подняться к поверхности и выставить конец брюшка из воды. В результате спаривания с несколькими самцами подряд самка может погибнуть от удушья.

## Экология и местообитания
Жуки и личинки являются хищниками и охотятся на мальков рыб, личинок комаров и других водных беспозвоночных. В рацион больших видов могут также входить головастики и саламандры.

## Виды
Некоторые виды рода:
- Dytiscus circumcinctus Ahrens, 1811
- Dytiscus circumflexus Fabricius, 1801
- Dytiscus dauricus Gebler, 1832
- Dytiscus delictus Zaitzev, 1906
- Dytiscus dimidiatus Bergsträsser, 1778 — Плавунец разделённый или окантованный
- Dytiscus frontalis Motschulsky, 1860
- Dytiscus lapponicus Gyllenhal, 1808
- Dytiscus latissimus Linnaeus, 1758 — Плавунец широкий
- Dytiscus latro Sharp, 1882
- Dytiscus marginalis Linnaeus, 1758 — Плавунец окаймлённый
- Dytiscus mutinensis Branden, 1885
- Dytiscus persicus Wehncke, 1876
- Dytiscus piceatus Sharp 1882
- Dytiscus pisanus Laporte de Castelnau, 1834
- Dytiscus semisulcatus O.F. Müller, 1776
- Dytiscus sharpi Wehncke, 1875
- Dytiscus thianschanicus (Gschwendtner, 1923)
- Dytiscus validus Regimbart, 1883